# Антуан-Жозеф-Гислен де Линь
Антуан-Жозеф-Гислен де Линь (фр. Antoine-Joseph-Ghislain de Ligne; 10 марта 1682 — 1707, 1710 или 1750) — 5-й принц де Линь, князь д'Амблиз и Священной Римской империи, гранд Испании 1-го класса, государственный деятель Испанских Нидерландов.

## Биография
Сын принца Анри-Луи-Эрнеста де Линя и Хуаны Моники де Арагон-и-Бенавидес.
Маркиз де Рубе и де Дорман, граф де Фокамберг, барон де Вершен, Белёй, Антуан, Сизуан, Виллер, Силли и Эрзель, суверен Фаньёля, сеньор де Бодур, Валинкур, и прочее, первый бер Фландрии, пэр, сенешаль и маршал Эно.
Во время смерти своего отца находился при дворе в Мадриде. Во время войны за Испанское наследство в качестве адъютанта сопровождал Филиппа V в ходе кампании 1702 года в Италии. В июле 1703 получил под командование испанский пехотный полк.
По одной версии умер в Белёе 10 сентября 1707, по другой там же в 1710 году, по третьей юношеская влюбленность и глубокая привязанность к женщине, положение которой не позволяло на ней жениться, привели к тому, что принц удалился от мира и до старости жил аскетом в домике, именовавшемся особнячком де Линь в Брюсселе, где был один слуга, а из мебели только стул и распятие. По этой версии Антуан-Жозеф-Гислен умер 9 августа 1750.